# Bo Ralph

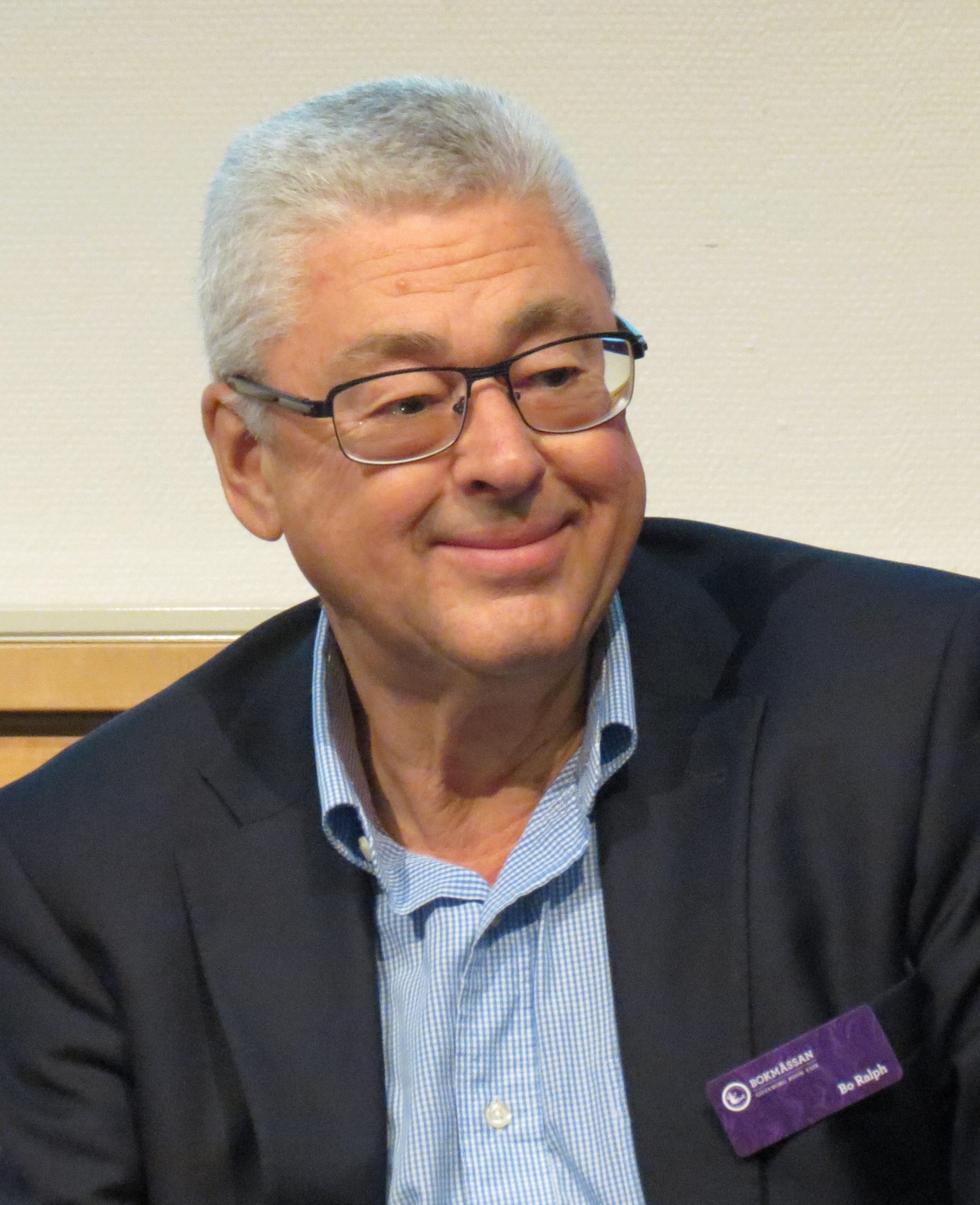
Bo Ralph bei der Göteborg Buchmesse 2015.

Bo Rune Ingemar Ralph (Aussprache [ˌbuː ˈɹalːf], * 4. Oktober 1945 in Göteborg) ist ein schwedischer Sprachforscher, Professor für skandinavische Sprachen und Mitglied der Schwedischen Akademie.

## Leben
Nach seinem Studienabschluss 1969 in Philosophie und weiteren Forschungen in Phonologie erhielt Ralph 1975 seine Promotion in Philosophie und wurde schließlich 1977 Dozent. Er arbeitete lange mit Sture Allén am Projekt Lexikalisk databas (lexikalische Datenbasis) am Institut für sprachwissenschaftliche Datenverarbeitung (Språkdata) der Göteborger Universität. 1982–1984 war er Professor am Institut für nordische Sprachen der Stockholmer Universität, bevor er wieder nach Göteborg zurückging. 1986 gab er ein schwedisches Wörterbuch heraus. Er arbeitet vor allem im Bereich der Lexikografie.
1999 wurde er in die Norwegische Akademie der Wissenschaften und, als Nachfolger von Torgny Segerstedt, in die Schwedische Akademie auf Stuhl Nr. 2 gewählt. 2013 wurde er zum ordentlichen Mitglied der Academia Europaea gewählt.